# اچ‌ام‌اس کنت (۱۷۹۸)
اچ‌ام‌اس کنت (۱۷۹۸) (به انگلیسی: HMS Kent (1798)) یک کشتی بود که طول آن ۱۸۲ فوت ۳ اینچ (۵۵٫۵۵ متر) بود. این کشتی در سال ۱۷۹۸ ساخته شد.